# Der Frühschoppen

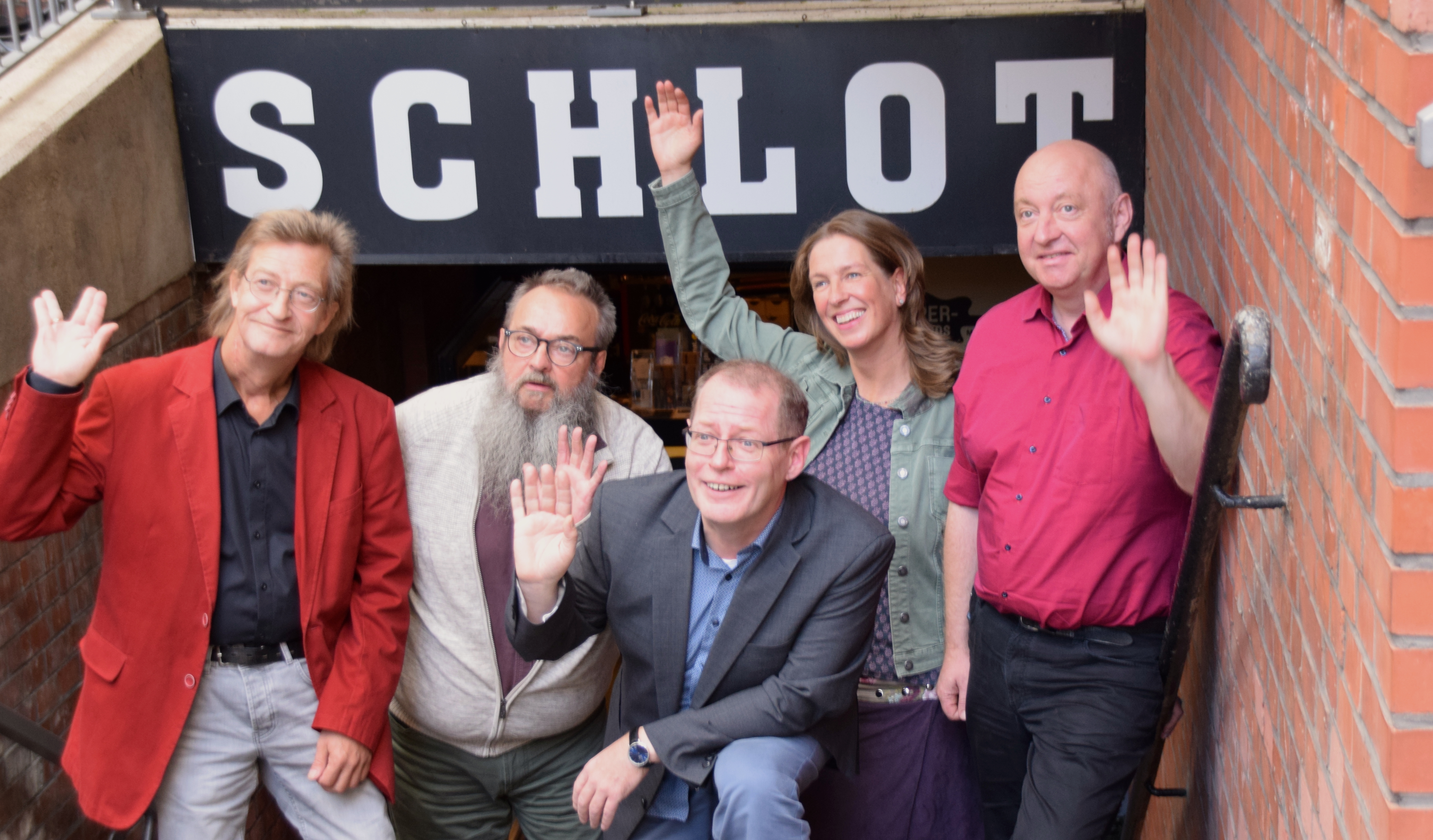
Der Frühschoppen vor dem Jazzclub Schlot (2020): Andreas Scheffler, Jürgen Witte, Hinark Husen, Susanne M. Riedel, Horst Evers

Der Frühschoppen ist eine der ersten Berliner Lesebühnen und wurde im Jahr 1990 unter dem Namen Dr. Seltsams Frühschoppen gegründet.

## Geschichte
Im Jahr 1988 fanden jeden Sonntag im Schauplatz (Dieffenbachstraße in Berlin-Kreuzberg) die ersten Veranstaltungen der Höhnende Wochenschau statt. Im ca. 30- bis 50-köpfigen Publikum fanden sich viele der späteren Mitglieder von Dr. Seltsams Frühschoppen, die während eines Studentenstreiks (1989) an der Freien Universität Berlin („Germanistencafeteria“) das allwöchentliche Mittwochsfazit gründeten. Auch die Zeitschrift Salbader erschien 1989 erstmals aus diesem Umfeld.
Im Herbst 1990 begann – noch unter dem Namen Dr. Seltsams Frühschoppen – die Lesebühne ihr wöchentliches Programm im VEB 7 (ein Café in einem besetzen Haus der Brunnenstraße in Berlin-Mitte). Die Gründungsmitglieder waren Dr. Seltsam (eigentlich Wolfgang Kröske), Hans Duschke, Hinark Husen, Horst Evers, Bov Bjerg und Andreas Scheffler. Seit Oktober 1990 – zunächst als ständiger Gast – war Jürgen Witte mit dabei.
Im Sommer 1992 flog Dr. Seltsams Frühschoppen wegen „Sexismus“ aus dem „Besetzercafé“. Viele Themen der Lesebühne wurden von den Hausbesetzern als „politisch nicht ganz korrekt“ angesehen. Ein Text von Jürgen Witte – der den benachbarten Beate-Uhse-Laden als moderne Kunstinstallation zu beschreiben wagte – war den Hausbesetzern nicht mehr vermittelbar. Eine Frauengruppe störte die folgenden Vorstellungen und Dr. Seltsams Frühschoppen zog ins nahe gelegene Café Paz (Rosenthaler Straße in Berlin-Mitte) um.
Im Herbst 1994 verließen Bov Bjerg und Hans Duschke den Frühschoppen. Sarah Schmidt wurde neues Mitglied. Hans Duschke kehrte nach einigen Monaten wieder zurück.
Im Herbst 1996 kündigte das Kulturhaus Mitte den Mietvertrag mit dem Café Paz und der Frühschoppen zog in die gerade eröffnete Kalkscheune um.
Im Herbst 2004 kündigte der Besitzer der Kalkscheune dem Frühschoppen, so dass die Lesebühne in die Kunstfabrik Schlot (Chausseestraße in Berlin-Mitte) umziehen musste. Da es zwischen Dr. Seltsam und den anderen Lesebühnen-Mitgliedern zu Differenzen kam, trennte sich Dr. Seltsam von der Lesebühne und gründete im Max & Moritz (Oranienstraße in Berlin-Kreuzberg) das Varieté Dr. Seltsams Frühschau.
Im November 2004 benannte sich die Lesebühne wegen des Ausscheidens ihres langjährigen Mitgliedes Dr. Seltsam in Der Frühschoppen um.
Nach dem Weggang von Sarah Schmidt im Jahr 2015 gehört seit Januar 2018 Susanne M. Riedel zum Team des Frühschoppens. 2020 verließ Gründungsmitglied Hans Duschke das Team. 
Der Frühschoppen bezeichnet sich selber gern als „Mutter aller Lesebühnen“, da zwischen 1996 und 2001 diverse Lesebühnen (Liebe statt Drogen, Chaussee der Enthusiasten, Surfpoeten, Erfolgsschriftsteller im Schacht und Brauseboys) aus ehemaligen Mitwirkenden oder Zuschauern des Frühschoppens entstanden.
Um den Titel „Mutter aller Lesebühnen“ wetteifert der Frühschoppen allerdings mit der oben erwähnten „Höhnenden Wochenschau“.
Gelesen wird seit Jahr und Tag jeden Sonntag um 13 Uhr.

## Mitglieder
Zurzeit sind die festen Mitglieder des Frühschoppens
- Horst Evers
- Hinark Husen
- Andreas Scheffler
- Jürgen Witte
- Susanne M. Riedel

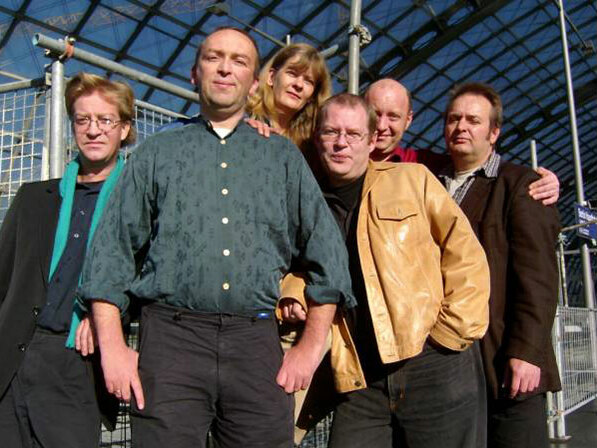
Das Frühschoppen-Team (2004)

## Veröffentlichungen
- Live im Wedding: Der Frühschoppen. Die Lesebühne. Reptiphon, Berlin 2007, ISBN 978-3-938625-37-8 (Tonaufnahmen des Frühschoppen).
- Best of Dr. Seltsams Frühschoppen. Kalkscheune, Berlin 2000 (Tonaufnahmen des damaligen Dr. Seltsams Frühschoppen).